# Grand Rapids, Wisconsin
Grand Rapids là một thị trấn thuộc quận Wood, tiểu bang Wisconsin, Hoa Kỳ. Năm 2010, dân số của thị trấn này là 7.394 người.